# Just Dance (jogo eletrônico)
Just Dance é um jogo de ritmo desenvolvido pela Ubisoft Milan e Ubisoft Paris e publicado pela Ubisoft. O jogo foi lançado exclusivamente para Wii em 17 de novembro de 2009 na América do Norte, 26 de novembro na Austrália, e 27 de novembro na Europa. O nome da série de jogos foi baseada na canção de Lady Gaga de mesmo nome.
Em outubro de 2018, o jogo chegou à sua décima edição, tendo a décima primeira com lançamento já agendado para novembro de 2019. Teve os seus dois primeiros títulos lançados exclusivamente para o Nintendo Wii e, a partir da terceira edição, passou a ter versões para todas as plataformas com controle de movimento existentes a cada lançamento. Hoje, a franquia está presente nos consoles  Wii, Nintendo Switch, Wii U, Nintendo Switch 2, Xbox Series X/S, Xbox One, Xbox 360, PlayStation 5, PlayStation 4, PlayStation 3 e Google Stadia.
Depois de selecionar uma música, um dançarino ou dançarina é apresentado na tela, bem como uma exposição ocasional de pictogramas que representam poses específicas. Enquanto mantém um Wii Remote na mão, os jogadores seguem os movimentos do dançarino ou da dançarina na tela e a sua coreografia. Os jogadores são julgados numa escala de classificação de acordo com a precisão dos seus movimentos em comparação com os do dançarino ou da dançarina na tela e recebem pontos. Just Dance pode ser jogado por até quatro jogadores ao mesmo tempo. O jogo tem 3 modos: o modo normal, em que os jogadores escolhem qualquer música e tentam dançar com o dançarino na tela; o modo ''Last One Standing'', em que os jogadores são eliminados se eles não fizerem pontos suficientes ou fazer muitos erros; e o modo ''Strike a Pose'', em que os jogadores começam e param de dançar como indicado pelo dançarino ou pela dançarina na tela. Isso também tem o modo ''Practice'', em que os jogadores podem dançar as músicas sem mantendo a pontuação.

## Lista de músicas
| Música                           | Artista                                        | Ano  |
| -------------------------------- | ---------------------------------------------- | ---- |
| Acceptable in the 80s            | Calvin Harris                                  | 2006 |
| A Little Less Conversation       | Elvis Presley                                  | 1968 |
| Bebe                             | Divine Brown                                   | 2008 |
| Can't Get You Out of My Head     | Kylie Minogue                                  | 2001 |
| Cotton Eye Joe                   | Rednex                                         | 1994 |
| Eye of the Tiger                 | Survivor                                       | 1982 |
| Dare                             | Gorillaz                                       | 2005 |
| Fame                             | Irene Cara                                     | 1980 |
| Funplex (CSS Remix)              | The B-52s                                      | 2008 |
| Girls & Boys                     | Blur                                           | 1994 |
| Girls Just Want to Have Fun      | Cyndi Lauper                                   | 1983 |
| Groove Is in the Heart           | Deee-Lite                                      | 1990 |
| Heart of Glass                   | Blondie                                        | 1979 |
| Hot n Cold                       | Katy Perry                                     | 2008 |
| I Get Around                     | The Beach Boys                                 | 1964 |
| I Like to Move It                | Reel 2 Real                                    | 1994 |
| Jerk It Out                      | The Caesars                                    | 2003 |
| Jin-Go-Lo-Ba (Fatboy Slim remix) | Babatunde Olatunji                             | 1960 |
| Kids in America                  | Kim Wilde                                      | 1980 |
| Le Freak                         | Chic                                           | 1978 |
| Louie Louie                      | Iggy Pop                                       | 1957 |
| Lump                             | The Presidents of the United States of America | 1986 |
| Mashed Potato Time               | Dee Dee Sharp                                  | 1962 |
| Pump up the Jam                  | Technotronic                                   | 1989 |
| Ring My Bell                     | Anita Ward                                     | 1979 |
| Step By Step                     | New Kids On The Block                          | 1990 |
| Surfin' Bird                     | The Trashmen                                   | 1963 |
| That's the Way (I Like It)       | KC and the Sunshine Band                       | 1975 |
| U Can't Touch This               | MC Hammer                                      | 1990 |
| Wannabe                          | Spice Girls                                    | 1996 |
| Who Let the Dogs Out?            | The Baha Men                                   | 2000 |
| Womanizer                        | Britney Spears                                 | 2008 |